# Liste der Leichtathletikweltrekorde der Frauen nach Disziplinen seit 1971
Dies ist eine Aufzählung von Weltrekorden in der Leichtathletik der Frauen seit 1971 nach Disziplinen.

## 100 m
| Jahr | Datum      | Athletin                 | Land | Zeit    |
| ---- | ---------- | ------------------------ | ---- | ------- |
| 1971 | 31. August | Renate Stecher           | DDR  | 11,0 s  |
| 1972 | 15. Juni   | Ellen Strophal           | DDR  | 11,0 s  |
| 1972 | 2. Mai     | Renate Stecher           | DDR  | 11,07 s |
| 1972 | 3. Juli    | Renate Stecher           | DDR  | 11,0 s  |
| 1973 | 7. Juni    | Renate Stecher           | DDR  | 10,9 s  |
| 1973 | 20. Juli   | Renate Stecher           | DDR  | 10,8 s  |
| 1977 | 1. Juli    | Marlies Oelsner-Göhr     | DDR  | 10,88 s |
| 1982 | 9. August  | Marlies Göhr             | DDR  | 10,88 s |
| 1983 | 8. Juli    | Marlies Göhr             | DDR  | 10,81 s |
| 1983 | 3. August  | Evelyn Ashford           | USA  | 10,79 s |
| 1984 | 22. August | Evelyn Ashford           | USA  | 10,76 s |
| 1988 | 16. Juli   | Florence Griffith-Joyner | USA  | 10,61 s |
| 1988 | 17. Juli   | Florence Griffith-Joyner | USA  | 10,49 s |

## 200 m
| Jahr | Datum         | Athletin                 | Land  | Zeit    |
| ---- | ------------- | ------------------------ | ----- | ------- |
| 1972 | 7. Mai        | Renate Stecher           | DDR   | 22,4 s  |
| 1973 | 21. Juli      | Renate Stecher           | DDR   | 22,1 s  |
| 1974 | 13. Juni      | Irena Szewinska          | Polen | 22,21 s |
| 1978 | 28. Mai       | Marita Koch              | DDR   | 22,06 s |
| 1979 | 3. Juni       | Marita Koch              | DDR   | 22,02 s |
| 1984 | 21. Juli      | Marita Koch              | DDR   | 21,71 s |
| 1986 | 28. März      | Heike Drechsler          | DDR   | 21,71 s |
| 1986 | 29. Juni      | Heike Drechsler          | DDR   | 21,71 s |
| 1988 | 29. September | Florence Griffith-Joyner | USA   | 21,56 s |
| 1988 | 29. September | Florence Griffith-Joyner | USA   | 21,34 s |

## 400 m
| Jahr | Datum         | Athletin                 | Land             | Zeit    |
| ---- | ------------- | ------------------------ | ---------------- | ------- |
| 1974 | 22. Juli      | Irena Szewinska          | Polen            | 49,9 s  |
| 1976 | 9. Mai        | Christina Brehmer-Lathan | DDR              | 49,77 s |
| 1976 | 29. Juli      | Irena Szewinska          | Polen            | 49,29 s |
| 1978 | 2. Juli       | Marita Koch              | DDR              | 49,19 s |
| 1978 | 30. September | Marita Koch              | DDR              | 48,94 s |
| 1979 | 31. August    | Marita Koch              | DDR              | 48,60 s |
| 1982 | 8. September  | Marita Koch              | DDR              | 48,16 s |
| 1983 | 10. August    | Jarmila Kratochvílová    | Tschechoslowakei | 47,99 s |
| 1985 | 6. Oktober    | Marita Koch              | DDR              | 47,60 s |

## 800 m
| Jahr | Datum      | Athletin              | Land             | Zeit        |
| ---- | ---------- | --------------------- | ---------------- | ----------- |
| 1971 | 11. Juli   | Hildegard Falck       | Deutschland      | 1:58,5 min  |
| 1973 | 24. August | Swetla Slatewa        | Bulgarien        | 1:57,48 min |
| 1976 | 12. Juni   | Walentina Gerassimowa | UdSSR            | 1:56,0 min  |
| 1976 | 26. Juli   | Tatjana Kasankina     | UdSSR            | 1:54,94 min |
| 1980 | 12. Juli   | Nadija Olisarenko     | UdSSR            | 1:54,85 min |
| 1980 | 27. Juli   | Nadija Olisarenko     | UdSSR            | 1:53,43 min |
| 1983 | 26. Juli   | Jarmila Kratochvílová | Tschechoslowakei | 1:53,28 min |

## 1000 m
| Jahr | Datum      | Athletin               | Land      | Zeit        |
| ---- | ---------- | ---------------------- | --------- | ----------- |
| 1972 | 20. August | Gunhild Hoffmeister    | DDR       | 2:35,9 min  |
| 1974 | 28. August | Karin Krebs            | DDR       | 2:35,0 min  |
| 1976 | 4. Juli    | Niklina Schterewa      | Bulgarien | 2:33,8 min  |
| 1978 | 18. August | Ulrike Bruns           | DDR       | 2:31,95 min |
| 1990 | 17. August | Christine Wachtel      | DDR       | 2:30,67 min |
| 1995 | 25. August | Maria de Lurdes Mutola | Mosambik  | 2:29,34 min |
| 1996 | 23. August | Swetlana Masterkowa    | Russland  | 2:28,98 min |

## 1500 m
| Jahr | Datum         | Athletin          | Land  | Ort      | Zeit        |
| ---- | ------------- | ----------------- | ----- | -------- | ----------- |
| 1971 | 15. August    | Karin Burneleit   | DDR   | Helsinki | 4:09,6 min  |
| 1972 | 18. Juli      | Ljudmila Bragina  | UdSSR | Moskau   | 4:06,9 min  |
| 1972 | 4. September  | Ljudmila Bragina  | UdSSR | München  | 4:06,5 min  |
| 1972 | 7. September  | Ljudmila Bragina  | UdSSR | München  | 4:05,1 min  |
| 1972 | 9. September  | Ljudmila Bragina  | UdSSR | München  | 4:01,4 min  |
| 1976 | 28. Juni      | Tatjana Kasankina | UdSSR | Podolsk  | 3:56,0 min  |
| 1980 | 6. Juli       | Tatjana Kasankina | UdSSR | Moskau   | 3:55,0 min  |
| 1980 | 13. August    | Tatjana Kasankina | UdSSR | Zürich   | 3:52,47 min |
| 1993 | 11. September | Qu Yunxia         | CHN   | Peking   | 3:50,46 min |
| 2015 | 17. Juli      | Genzebe Dibaba    | ETH   | Monaco   | 3:50,07 min |

## 1 Meile
| Jahr | Datum         | Athletin            | Land        | Zeit        |
| ---- | ------------- | ------------------- | ----------- | ----------- |
| 1971 | 28. August    | Ellen Tittel        | BRD         | 4:35,3 min  |
| 1973 | 8. August     | Paola Pigni         | Italien     | 4:29,5 min  |
| 1977 | 21. Mai       | Natalia Mărășescu   | Rumänien    | 4:23,8 min  |
| 1982 | 9. Juli       | Mary Decker-Slaney  | USA         | 4:18,08 min |
| 1982 | 16. September | Maricica Puică      | Rumänien    | 4:17,40 min |
| 1985 | 21. August    | Mary Decker-Slaney  | USA         | 4:16,71 min |
| 1989 | 10. Juli      | Paula Ivan          | Rumänien    | 4:15,61 min |
| 1996 | 14. Juli      | Swetlana Masterkowa | Russland    | 4:12,56 min |
| 2019 | 12. Juli      | Sifan Hassan        | Niederlande | 4:12,33 min |

## 3000 m
| Jahr | Datum         | Athletin           | Land           | Zeit        |
| ---- | ------------- | ------------------ | -------------- | ----------- |
| 1971 | 16. Juli      | Joyce Smith        | Großbritannien | 9:23,4 min  |
| 1972 | 11. Mai       | Paola Pigni        | Italien        | 9:09,2 min  |
| 1972 | 12. August    | Ljudmila Bragina   | UdSSR          | 8:53,0 min  |
| 1974 | 6. Juli       | Ljudmila Bragina   | UdSSR          | 8:52,8 min  |
| 1975 | 24. Juni      | Grete Waitz        | Norwegen       | 8:46,6 min  |
| 1976 | 21. Juni      | Grete Waitz        | Norwegen       | 8:45,4 min  |
| 1976 | 7. August     | Ljudmila Bragina   | UdSSR          | 8:27,12 min |
| 1982 | 25. Juli      | Swetlana Ulmassowa | UdSSR          | 8:26,78 min |
| 1984 | 25. Juli      | Tatjana Kasankina  | UdSSR          | 8:22,62 min |
| 1993 | 12. September | Wang Junxia        | China          | 8:12,19 min |
| 1993 | 13. September | Wang Junxia        | China          | 8:06,11 min |

## 5000 m
| Jahr | Datum         | Athletin           | Land           | Zeit         |
| ---- | ------------- | ------------------ | -------------- | ------------ |
| 1977 | 6. Juli       | Jan Merrill        | USA            | 15:37,0 min  |
| 1981 | 13. September | Paula Fudge        | Großbritannien | 15:14,51 min |
| 1982 | 17. März      | Anne Audain        | Neuseeland     | 15:13,22 min |
| 1982 | 5. Juni       | Mary Decker        | USA            | 15:08,26 min |
| 1984 | 28. Juni      | Ingrid Kristiansen | Norwegen       | 14:58,89 min |
| 1985 | 26. August    | Zola Budd          | Großbritannien | 14:48,07 min |
| 1986 | 5. August     | Ingrid Kristiansen | Norwegen       | 14:37,33 min |
| 1995 | 22. Juli      | Fernanda Ribeiro   | Portugal       | 14:36,45 min |
| 1997 | 21. Oktober   | Dong Yanmei        | China          | 14:37,30 min |
| 1997 | 23. Oktober   | Jiang Bo           | China          | 14:28,09 min |
| 2004 | 11. Juni      | Elvan Abeylegesse  | Türkei         | 14:24,68 min |
| 2006 | 3. Juni       | Meseret Defar      | Äthiopien      | 14:24,53 min |
| 2007 | 15. Juni      | Meseret Defar      | Äthiopien      | 14:16,63 min |
| 2008 | 6. Juni       | Tirunesh Dibaba    | Äthiopien      | 14:11,15 min |
| 2020 | 7. Oktober    | Letesenbet Gidey   | Äthiopien      | 14:06,62 min |

## 10.000 m
| Jahr | Datum         | Athletin                | Land        | Zeit         |
| ---- | ------------- | ----------------------- | ----------- | ------------ |
| 1975 | 20. August    | Christa Vahlensieck     | BRD         | 34:01,4 min  |
| 1977 | 9. September  | Peg Neppel              | USA         | 33:15,09 min |
| 1981 | 7. August     | Olga Bondarenko-Krenzer | UdSSR       | 32:30,80 min |
| 1981 | 19. September | Jelena Sipatowa         | UdSSR       | 32:17,20 min |
| 1982 | 16. Juli      | Mary Decker-Slaney      | USA         | 31:35,3 min  |
| 1984 | 24. Juni      | Olga Bondarenko         | UdSSR       | 31:13,78 min |
| 1985 | 27. Juli      | Ingrid Kristiansen      | Norwegen    | 30:59,42 min |
| 1986 | 5. Juli       | Ingrid Kristiansen      | Norwegen    | 30:13,74 min |
| 1993 | 8. September  | Wang Junxia             | China       | 29:31,78 min |
| 2016 | 12. August    | Almaz Ayana             | ETH         | 29:17,45 min |
| 2021 | 6. Juni       | Sifan Hassan            | Niederlande | 29:06,82 min |
| 2021 | 8. Juni       | Letesenbet Gidey        | Äthiopien   | 29:01,03 min |
| 2024 | 25. Mai       | Beatrice Chebet         | Kenia       | 28:54,14 min |

## Halbmarathon
| Jahr | Datum         | Athletin           | Land        | Zeit      |
| ---- | ------------- | ------------------ | ----------- | --------- |
| 1984 | 16. September | Joan Benoit        | USA         | 1:08:34 h |
| 1989 | 19. März      | Ingrid Kristiansen | Norwegen    | 1:08:31 h |
| 1991 | 18. Mai       | Elana Meyer        | Südafrika   | 1:07:59 h |
| 1995 | 19. März      | Uta Pippig         | Deutschland | 1:07:58 h |
| 1997 | 9. März       | Elana Meyer        | Südafrika   | 1:07:36 h |
| 1998 | 8. März       | Elana Meyer        | Südafrika   | 1:07:29 h |
| 1999 | 15. Januar    | Elana Meyer        | Südafrika   | 1:06:44 h |
| 2007 | 14. Oktober   | Lornah Kiplagat    | Niederlande | 1:06:25 h |

## Marathon
| Jahr | Datum         | Athletin            | Land           | Zeit      |
| ---- | ------------- | ------------------- | -------------- | --------- |
| 1971 | 19. September | Beth Bonner         | USA            | 2:55:22 h |
| 1971 | 5. Dezember   | Cheryl Bridges      | USA            | 2:49:40 h |
| 1973 | 2. Dezember   | Miki Gorman         | USA            | 2:46:36 h |
| 1974 | 27. Mai       | Chantal Langlacé    | Frankreich     | 2:46:24 h |
| 1975 | 21. April     | Liane Winter        | BRD            | 2:42:24 h |
| 1975 | 3. Mai        | Christa Vahlensieck | BRD            | 2:40:16 h |
| 1975 | 12. Oktober   | Jacqueline Hansen   | USA            | 2:38:19 h |
| 1977 | 1. Mai        | Chantal Langlacé    | Frankreich     | 2:35:16 h |
| 1977 | 10. September | Christa Vahlensieck | BRD            | 2:34:48 h |
| 1978 | 22. Oktober   | Grete Waitz         | Norwegen       | 2:32:30 h |
| 1979 | 21. Oktober   | Grete Waitz         | Norwegen       | 2:27:33 h |
| 1980 | 26. Oktober   | Grete Waitz         | Norwegen       | 2:25:42 h |
| 1983 | 17. April     | Grete Waitz         | Norwegen       | 2:25:29 h |
| 1983 | 18. April     | Joan Benoit         | USA            | 2:22:43 h |
| 1985 | 21. April     | Ingrid Kristiansen  | Norwegen       | 2:21:06 h |
| 1998 | 19. April     | Tegla Loroupe       | Kenia          | 2:20:47 h |
| 1999 | 26. September | Tegla Loroupe       | Kenia          | 2:20:43 h |
| 2001 | 30. September | Naoko Takahashi     | Japan          | 2:19:46 h |
| 2001 | 7. Oktober    | Catherine Ndereba   | Kenia          | 2:18:47 h |
| 2002 | 13. April     | Paula Radcliffe     | Großbritannien | 2:17:18 h |
| 2003 | 13. April     | Paula Radcliffe     | Großbritannien | 2:15:25 h |
| 2019 | 13. Oktober   | Brigid Kosgei       | Kenia          | 2:14:04 h |
| 2023 | 24. September | Tigist Assefa       | Äthiopien      | 2:11:53 h |

## 100 m Hürden
| Jahr | Datum      | Athletin           | Land                       | Zeit    |
| ---- | ---------- | ------------------ | -------------------------- | ------- |
| 1971 | 31. Juli   | Karin Balzer       | DDR                        | 12,6 s  |
| 1972 | 15. Juni   | Fabienne Nerlich   | Bundesrepublik Deutschland | 12,5 s  |
| 1973 | 28. Januar | Pamela Ryan        | Australien                 | 12,5 s  |
| 1978 | 10. Juni   | Grażyna Rabsztyn   | Polen                      | 12,48 s |
| 1979 | 18. Juli   | Grażyna Rabsztyn   | Polen                      | 12,48 s |
| 1980 | 12. Juli   | Grażyna Rabsztyn   | Polen                      | 12,36 s |
| 1986 | 13. April  | Jordanka Donkowa   | Bulgarien                  | 12,36 s |
| 1986 | 17. April  | Jordanka Donkowa   | Bulgarien                  | 12,34 s |
| 1986 | 17. April  | Jordanka Donkowa   | Bulgarien                  | 12,29 s |
| 1986 | 17. April  | Jordanka Donkowa   | Bulgarien                  | 12,26 s |
| 1987 | 8. April   | Ginka Sagortschewa | Bulgarien                  | 12,25 s |
| 1988 | 21. August | Jordanka Donkowa   | Bulgarien                  | 12,21 s |
| 2016 | 22. Juli   | Kendra Harrison    | USA                        | 12,20 s |

## 400 m Hürden
| Jahr | Datum         | Athletin                  | Land           | Zeit       |
| ---- | ------------- | ------------------------- | -------------- | ---------- |
| 1971 | 15. Mai       | Sandra Dyson              | Großbritannien | 1:01,1 min |
| 1974 | 13. August    | Krystyna Kacperczyk       | Polen          | 56,51 s    |
| 1977 | 26. Juli      | Tatjana Storoschewa       | UdSSR          | 55,74 s    |
| 1977 | 12. September | Karin Roßley              | DDR            | 55,63 s    |
| 1978 | 17. Oktober   | Krystyna Kacperczyk       | Polen          | 55,44 s    |
| 1978 | 18. September | Tatjana Selenzowa         | UdSSR          | 55,31 s    |
| 1978 | 2. Mai        | Tatjana Selenzowa         | UdSSR          | 54,89 s    |
| 1979 | 27. August    | Marina Makejewa           | UdSSR          | 54,78 s    |
| 1980 | 17. Juni      | Karin Roßley              | DDR            | 54,28 s    |
| 1983 | 11. Juni      | Ana Ambrazienė            | UdSSR          | 54,02 s    |
| 1984 | 22. Juli      | Margarita Ponomarjowa     | UdSSR          | 53,58 s    |
| 1985 | 22. Oktober   | Sabine Busch              | DDR            | 53,55 s    |
| 1986 | 19. März      | Marina Stepanowa          | UdSSR          | 52,94 s    |
| 1993 | 19. August    | Sally Gunnell             | Großbritannien | 52,74 s    |
| 1995 | 10. September | Kim Batten                | USA            | 52,61 s    |
| 2003 | 8. August     | Julija Petschonkina       | Russland       | 52,34 s    |
| 2019 | 19. Juli      | Dalilah Muhammad          | USA            | 52,20 s    |
| 2019 | 04. Oktober   | Dalilah Muhammad          | USA            | 52,16 s    |
| 2021 | 27. Juni      | Sydney McLaughlin-Levrone | USA            | 51,90 s    |
| 2021 | 04. August    | Sydney McLaughlin-Levrone | USA            | 51,46 s    |
| 2022 | 25. Juni      | Sydney McLaughlin-Levrone | USA            | 51,41 s    |
| 2022 | 22. Juli      | Sydney McLaughlin-Levrone | USA            | 50,68 s    |
| 2024 | 01. Juli      | Sydney McLaughlin-Levrone | USA            | 50,65 s    |

## 3000 m Hindernis
| Jahr | Datum      | Athletin                 | Land     | Zeit        |
| ---- | ---------- | ------------------------ | -------- | ----------- |
| 1998 | 21. Juni   | Daniela Petrescu         | Rumänien | 9:55,28 min |
| 1999 | 1. August  | Jelena Motalowa          | Russland | 9:48,88 min |
| 2000 | 7. August  | Christina Iloc           | Rumänien | 9:43,64 min |
| 2000 | 30. August | Christina Iloc           | Rumänien | 9:40,20 min |
| 2001 | 9. Juli    | Justyna Bąk              | Polen    | 9:25,31 min |
| 2002 | 27. Juli   | Alesja Turawa            | Belarus  | 9:16,51 min |
| 2003 | 10. August | Gulnara Samitowa         | Russland | 9:08,33 min |
| 2004 | 4. Juli    | Gulnara Samitowa         | Russland | 9:01,59 min |
| 2008 | 17. August | Gulnara Galkina-Samitowa | Russland | 8:58,81 min |

## 4 × 100 m Staffel
| Jahr | Datum         | Athletinnen                                                          | Land               | Zeit    |
| ---- | ------------- | -------------------------------------------------------------------- | ------------------ | ------- |
| 1972 | 10. September | Christiane Krause, Ingrid Mickler, Annegret Richter, Heide Rosendahl | BR Deutschland     | 42,81 s |
| 1973 | 1. September  | Petra Kandarr, Renate Stecher, Christina Heinich, Doris Maletzki     | DDR                | 42,6 s  |
| 1974 | 24. August    | Doris Maletzki, Renate Stecher, Christina Heinich, Bärbel Eckert     | DDR                | 42,6 s  |
| 1974 | 8. September  | Doris Maletzki, Christina Heinich, Bärbel Eckert, Renate Stecher     | DDR                | 42,51 s |
| 1976 | 29. Mai       | Carla Bodendorf, Marlies Göhr, Martina Blos, Renate Stecher          | DDR                | 42,50 s |
| 1978 | 19. August    | Monika Hamann, Marlies Göhr, Carla Bodendorf, Johanna Klier          | DDR                | 42,27 s |
| 1979 | 10. Mai       | Marita Koch, Ingrid Auerswald, Romy Schneider, Marlies Göhr          | DDR                | 42,10 s |
| 1980 | 9. Juli 1980  | Ingrid Auerswald, Romy Müller, Marlies Göhr, Christina Brehmer       | DDR                | 42,09 s |
| 1980 | 13. Juli      | Marlies Göhr, Ingrid Auerswald, Bärbel Wöckel, Romy Müller           | DDR                | 41,85 s |
| 1980 | 1. August     | Marlies Göhr, Romy Müller, Ingrid Auerswald, Bärbel Eckert           | DDR                | 41,60 s |
| 1983 | 31. Juli      | Silke Gladisch, Marlies Göhr, Marita Koch, Ingrid Auerswald          | DDR                | 41,53 s |
| 1985 | 6. Oktober    | Silke Gladisch, Sabine Günther, Ingrid Auerswald, Marlies Göhr       | DDR                | 41,37 s |
| 2012 | 10. August    | Tianna Madison, Allyson Felix, Bianca Knight, Carmelita Jeter        | Vereinigte Staaten | 40,82 s |

## 4 × 400 m Staffel
| Jahr | Datum         | Athletinnen                                                         | Land        | Zeit        |
| ---- | ------------- | ------------------------------------------------------------------- | ----------- | ----------- |
| 1971 | 15. August    | Rita Kühne, Ingelore Lohse, Helga Seidler, Monika Zehrt             | DDR         | 3:29,3 min  |
| 1972 | 5. Juli       | Dagmar Käsling, Rita Kühne, Helga Seidler, Monika Zehrt             | DDR         | 3:28,8 min  |
| 1972 | 9. September  | Dagmar Käsling, Helga Seidler, Monika Zehrt, Brigitte Rohde         | DDR         | 3:28,48 min |
| 1972 | 10. September | Dagmar Käsling, Rita Kühne, Helga Seidler, Monika Zehrt             | DDR         | 3:22,95 min |
| 1976 | 31. Juli      | Doris Maletzki, Brigitte Rohde, Ellen Streidt, Christina Brehmer    | DDR         | 3:19,23 min |
| 1982 | 11. September | Kirsten Siemon, Sabine Busch, Dagmar Rübsam, Marita Koch            | DDR         | 3:19,04 min |
| 1984 | 3. Juni       | Gesine Walther, Sabine Busch, Dagmar Rübsam, Marita Koch            | DDR         | 3:15,92 min |
| 1988 | 1. Oktober    | Tazzjana Ljadouskaja, Olga Nasarowa, Marija Pinigina, Olha Bryshina | Sowjetunion | 3:15,17 min |

## 10 km Gehen
| Jahr | Datum         | Athletin          | Land       | Zeit      |
| ---- | ------------- | ----------------- | ---------- | --------- |
| 1972 | 24. Juni      | Margareta Simu    | Schweden   | 51:01 min |
| 1976 | 22. Juni      | Margareta Simu    | Schweden   | 49:04 min |
| 1978 | 25. Juni      | Margareta Simu    | Schweden   | 48:53 min |
| 1978 | 16. September | Thorill Gylder    | Norwegen   | 48:40 min |
| 1979 | 15. September | Thorill Gylder    | Norwegen   | 47:24 min |
| 1980 | 11. Mai       | Sue Orr           | Australien | 47:24 min |
| 1982 | 8. Mai        | Sally Pierson     | Australien | 45:38 min |
| 1982 | 10. Juni      | Sue Orr           | Australien | 45:32 min |
| 1983 | 24. September | Young Juxu        | China      | 45:14 min |
| 1984 | 5. August     | Olga Krishtop     | UdSSR      | 44:52 min |
| 1985 | 16. März      | Yan Hong          | China      | 44:14 min |
| 1987 | 3. Mai        | Olga Krischtop    | UdSSR      | 43:22 min |
| 1987 | 5. Mai        | Kerry Saxby       | Australien | 42:52 min |
| 1995 | 4. Juni       | Larisa Ramazanowa | Russland   | 41:29 min |
| 1996 | 20. April     | Jelena Nikolajewa | Russland   | 41:04 min |

## 20 km Gehen
| Jahr | Datum         | Athletin                       | Land       | Zeit (h) |
| ---- | ------------- | ------------------------------ | ---------- | -------- |
| 1973 | 22. September | Margareta Simu                 | Schweden   | 1:47:10  |
| 1977 | 16. Dezember  | Lilian Harpur                  | Australien | 1:43:38  |
| 1978 | 22. September | Thorill Gylder                 | Norwegen   | 1:43:20  |
| 1980 | 3. Februar    | Susan Cook                     | Australien | 1:41:42  |
| 1981 | 20. Dezember  | Susan Cook                     | Australien | 1:39:31  |
| 1982 | 19. Dezember  | Susan Cook                     | Australien | 1:36:36  |
| 1984 | 7. Juli       | Susan Cook                     | Australien | 1:36:23  |
| 1984 | 17. Juli      | Sally Pierson                  | Australien | 1:36:19  |
| 1988 | 13. Mai       | Kerry Saxby                    | Australien | 1:29:40  |
| 1995 | 1. Mai        | Liu Hongyu                     | China      | 1:27:30  |
| 1999 | 7. Februar    | Nadeschda Rjaschkina           | Russland   | 1:27:30  |
| 2000 | 19. Mai       | Tatjana Gudkowa                | Russland   | 1:25:18  |
| 2001 | 4. März       | Olimpiada Iwanowa              | Russland   | 1:24:50  |
| 2015 | 15. Februar   | Elmira Schamiljewna Alembekowa | Russland   | 1:24:47  |
| 2015 | 6. Juni       | Liu Hong                       | China      | 1:24:38  |

## Hochsprung
| Jahr | Datum         | Athletin              | Land       | Höhe   |
| ---- | ------------- | --------------------- | ---------- | ------ |
| 1971 | 4. September  | Ilona Gusenbauer      | Österreich | 1,92 m |
| 1972 | 24. September | Jordanka Blagoewa     | Bulgarien  | 1,94 m |
| 1974 | 8. September  | Rosemarie Ackermann   | DDR        | 1,95 m |
| 1976 | 8. Mai        | Rosemarie Ackermann   | DDR        | 1,96 m |
| 1977 | 14. August    | Rosemarie Ackermann   | DDR        | 1,97 m |
| 1977 | 26. August    | Rosemarie Ackermann   | DDR        | 2,00 m |
| 1978 | 4. August     | Sara Simeoni          | Italien    | 2,01 m |
| 1982 | 8. September  | Ulrike Meyfarth       | BRD        | 2,02 m |
| 1983 | 21. August    | Tamara Bykowa         | UdSSR      | 2,03 m |
| 1983 | 21. August    | Ulrike Meyfarth       | BRD        | 2,03 m |
| 1983 | 25. August    | Tamara Bykowa         | UdSSR      | 2,04 m |
| 1984 | 22. Juni      | Tamara Bykowa         | UdSSR      | 2,05 m |
| 1984 | 20. Juli      | Ljudmila Andonowa     | Bulgarien  | 2,07 m |
| 1986 | 25. Mai       | Stefka Kostadinowa    | Bulgarien  | 2,07 m |
| 1986 | 31. Mai       | Stefka Kostadinowa    | Bulgarien  | 2,08 m |
| 1987 | 30. August    | Stefka Kostadinowa    | Bulgarien  | 2,09 m |
| 2024 | 07.Juli       | Jaroslawa Mahutschich | Ukraine    | 2,10 m |

## Stabhochsprung
| Jahr | Datum        | Athletin           | Land        | Höhe   |
| ---- | ------------ | ------------------ | ----------- | ------ |
| 1983 | 23. August   | Jana Edwards       | USA         | 3,59 m |
| 1988 | 10. Juni     | Shao Jingwen       | China       | 3,75 m |
| 1989 | 21. Oktober  | Zhou Minxin        | China       | 3,76 m |
| 1989 | 9. Mai       | Zhang Chunzhen     | China       | 3,80 m |
| 1990 | 24. Juni     | Zhang Chunzhen     | China       | 3,81 m |
| 1991 | 24. März     | Zhang Chunzhen     | China       | 4,00 m |
| 1991 | 5. Juli      | Zhang Chunzhen     | China       | 4,02 m |
| 1992 | 21. Mai      | Sun Caiyun         | China       | 4,05 m |
| 1993 | 21. Juni     | Sun Caiyun         | China       | 4,11 m |
| 1995 | 18. Juni     | Daniela Bartová    | Tschechien  | 4,12 m |
| 1995 | 2. Juli      | Daniela Bártová    | Tschechien  | 4,14 m |
| 1995 | 6. Juli      | Daniela Bártová    | Tschechien  | 4,15 m |
| 1995 | 5. August    | Andrea Müller      | Deutschland | 4,18 m |
| 1995 | 18. August   | Daniela Bártová    | Tschechien  | 4,20 m |
| 1995 | 17. Dezember | Emma George        | Australien  | 4,28 m |
| 1996 | 28. Januar   | Emma George        | Australien  | 4,41 m |
| 1996 | 29. Juni     | Emma George        | Australien  | 4,42 m |
| 1996 | 14. Juli     | Emma George        | Australien  | 4,45 m |
| 1997 | 8. Februar   | Emma George        | Australien  | 4,50 m |
| 1997 | 20. Februar  | Emma George        | Australien  | 4,55 m |
| 1998 | 14. März     | Emma George        | Australien  | 4,58 m |
| 1998 | 21. März     | Emma George        | Australien  | 4,59 m |
| 1999 | 13. Februar  | Emma George        | Australien  | 4,60 m |
| 1999 | 21. August   | Stacy Dragila      | USA         | 4,60 m |
| 2000 | 23. Juli     | Stacy Dragila      | USA         | 4,63 m |
| 2001 | 28. April    | Stacy Dragila      | USA         | 4,70 m |
| 2002 | 9. Juli      | Stacy Dragila      | USA         | 4,71 m |
| 2003 | 9. Juni      | Stacy Dragila      | USA         | 4,81 m |
| 2003 | 13. Juli     | Jelena Issinbajewa | Russland    | 4,82 m |
| 2003 | 22. August   | Swetlana Feofanowa | Russland    | 4,85 m |
| 2004 | 27. Juli     | Jelena Issinbajewa | Russland    | 4,87 m |
| 2004 | 4. August    | Swetlana Feofanowa | Russland    | 4,88 m |
| 2004 | 24. August   | Jelena Issinbajewa | Russland    | 4,91 m |
| 2004 | 3. September | Jelena Issinbajewa | Russland    | 4,92 m |
| 2005 | 5. Juli      | Jelena Issinbajewa | Russland    | 4,93 m |
| 2005 | 16. Juli     | Jelena Issinbajewa | Russland    | 4,95 m |
| 2005 | 22. Juli     | Jelena Issinbajewa | Russland    | 5,00 m |
| 2005 | 12. August   | Jelena Issinbajewa | Russland    | 5,01 m |
| 2008 | 12. Juli     | Jelena Issinbajewa | Russland    | 5,03 m |
| 2008 | 29. Juli     | Jelena Issinbajewa | Russland    | 5,04 m |
| 2008 | 18. August   | Jelena Issinbajewa | Russland    | 5,05 m |

## Weitsprung
| Jahr | Datum         | Athletin             | Land     | Weite  |
| ---- | ------------- | -------------------- | -------- | ------ |
| 1976 | 9. Mai        | Angela Voigt         | DDR      | 6,92 m |
| 1976 | 19. Mai       | Sigrun Siegl         | DDR      | 6,99 m |
| 1978 | 18. August    | Vilma Bardauskienė   | UdSSR    | 7,07 m |
| 1979 | 29. August    | Vilma Bardauskienė   | UdSSR    | 7,09 m |
| 1982 | 1. August     | Anișoara Cuşmir      | Rumänien | 7,15 m |
| 1982 | 1. August     | Vali Ionescu         | Rumänien | 7,20 m |
| 1983 | 15. Mai       | Anișoara Cușmir      | Rumänien | 7,21 m |
| 1983 | 4. Juni       | Anișoara Cușmir      | Rumänien | 7,27 m |
| 1983 | 4. Juni       | Anișoara Cușmir      | Rumänien | 7,43 m |
| 1985 | 22. September | Heike Drechsler      | DDR      | 7,44 m |
| 1986 | 21. Juni      | Heike Drechsler      | DDR      | 7,45 m |
| 1987 | 13. August    | Jackie Joyner-Kersee | USA      | 7,45 m |
| 1988 | 11. Juni      | Galina Tschistjakowa | UdSSR    | 7,52 m |

## Dreisprung
| Jahr | Datum         | Athletin                  | Land                         | Weite   |
| ---- | ------------- | ------------------------- | ---------------------------- | ------- |
| 1981 | 9. Juni       | Terri Turner              | USA                          | 12,43 m |
| 1982 | 7. Juli       | Terri Turner              | USA                          | 12,47 m |
| 1983 | 6. Juni       | Melody Smith              | USA                          | 12,51 m |
| 1983 | 7. Juni       | Easter Gabriel            | USA                          | 12,98 m |
| 1984 | 24. Juni      | Terri Turner              | USA                          | 13,15 m |
| 1984 | 12. September | Terri Turner              | USA                          | 13,21 m |
| 1985 | 30. Juni      | Wendy Brown               | USA                          | 13,58 m |
| 1986 | 5. Juli       | Esmeralda de Jesus Garcia | Brasilien                    | 13,68 m |
| 1987 | 17. Juni      | Flora Hyacinth            | Amerikanische Jungferninseln | 13,73 m |
| 1987 | 6. Juli       | Sheila Hudson             | USA                          | 13,78 m |
| 1987 | 26. Juli      | Sheila Hudson             | USA                          | 13,85 m |
| 1987 | 11. Oktober   | Li Huirong                | China                        | 14,04 m |
| 1989 | 2. Juli       | Galina Tschistjakowa      | UdSSR                        | 14,52 m |
| 1990 | 25. April     | Li Huirong                | China                        | 14,54 m |
| 1991 | 10. Juni      | Inessa Krawez             | Ukraine                      | 14,95 m |
| 1993 | 18. Juni      | Iolanda Tschen            | Russland                     | 14,97 m |
| 1993 | 21. August    | Anna Birjukowa            | Russland                     | 15,09 m |
| 1995 | 10. August    | Inessa Krawez             | Ukraine                      | 15,50 m |

## Kugelstoßen
| Jahr | Datum        | Athletin              | Land             | Weite   |
| ---- | ------------ | --------------------- | ---------------- | ------- |
| 1972 | 7. September | Nadeschda Tschischowa | UdSSR            | 21,03 m |
| 1976 | 30. Mai      | Marianne Adam         | DDR              | 21,67 m |
| 1976 | 4. Juli      | Iwanka Christowa      | Bulgarien        | 21,89 m |
| 1977 | 20. August   | Helena Fibingerová    | Tschechoslowakei | 22,32 m |
| 1980 | 2. Mai       | Ilona Slupianek       | DDR              | 22,36 m |
| 1980 | 10. Mai      | Ilona Slupianek       | DDR              | 22,45 m |
| 1984 | 27. Mai      | Natalja Lissowskaja   | UdSSR            | 22,53 m |
| 1987 | 7. Juni      | Natalja Lissowskaja   | UdSSR            | 22,63 m |

## Diskuswurf
| Jahr | Datum         | Athletin         | Land             | Weite   |
| ---- | ------------- | ---------------- | ---------------- | ------- |
| 1971 | 12. August    | Faina Melnik     | UdSSR            | 64,22 m |
| 1972 | 31. Mai       | Faina Melnik     | UdSSR            | 65,42 m |
| 1972 | 23. September | Faina Melnik     | UdSSR            | 67,32 m |
| 1975 | 20. August    | Faina Melnik     | UdSSR            | 70,20 m |
| 1976 | 24. April     | Faina Melnik     | UdSSR            | 70,50 m |
| 1978 | 12. August    | Evelin Jahl      | DDR              | 70,72 m |
| 1980 | 10. Mai       | Evelin Jahl      | DDR              | 71,50 m |
| 1980 | 13. Juli      | Marija Petkowa   | Bulgarien        | 71,80 m |
| 1983 | 22. Mai       | Galina Sawinkowa | UdSSR            | 73,26 m |
| 1984 | 27. August    | Irina Meszynski  | DDR              | 73,36 m |
| 1984 | 26. August    | Zdeňka Šilhavá   | Tschechoslowakei | 74,56 m |
| 1988 | 9. Juli       | Gabriele Reinsch | DDR              | 76,80 m |

## Hammerwurf
| Jahr | Datum       | Athletin         | Land        | Weite   |
| ---- | ----------- | ---------------- | ----------- | ------- |
| 1982 | 10. April   | Carol Cady       | USA         | 41,99 m |
| 1984 | 28. April   | Carol Cady       | USA         | 53,65 m |
| 1989 | 30. April   | Aya Suzuki       | Japan       | 61,20 m |
| 1994 | 23. Februar | Alla Fjodorowa   | Russland    | 66,84 m |
| 1995 | 4. März     | Mihaela Melinte  | Rumänien    | 66,86 m |
| 1995 | 5. Juni     | Olga Kuzenkowa   | Russland    | 68,14 m |
| 1995 | 18. Juni    | Olga Kuzenkowa   | Russland    | 68,16 m |
| 1996 | 17. Februar | Olga Kuzenkowa   | Russland    | 69,46 m |
| 1997 | 3. März     | Mihaela Melinte  | Rumänien    | 69,58 m |
| 1997 | 11. Juni    | Olga Kuzenkowa   | Russland    | 70,78 m |
| 1997 | 22. Juni    | Olga Kuzenkowa   | Russland    | 73,10 m |
| 1998 | 16. Juli    | Mihaela Melinte  | Rumänien    | 73,14 m |
| 1999 | 13. Mai     | Mihaela Melinte  | Rumänien    | 75,97 m |
| 1999 | 29. August  | Mihaela Melinte  | Rumänien    | 76,07 m |
| 2005 | 15. Juli    | Tatjana Lyssenko | Russland    | 77,06 m |
| 2006 | 15. August  | Tatjana Lyssenko | Russland    | 77,80 m |
| 2009 | 22. August  | Anita Włodarczyk | Polen       | 77,96 m |
| 2010 | 6. Juni     | Anita Włodarczyk | Polen       | 78,30 m |
| 2011 | 21. Mai     | Betty Heidler    | Deutschland | 79,42 m |

## Speerwurf
seit 1999 veränderter Schwerpunkt
| Jahr | Datum         | Athletin           | Land           | Weite   |
| ---- | ------------- | ------------------ | -------------- | ------- |
| 1972 | 11. Juni      | Ewa Gryziecka      | Polen          | 62,70 m |
| 1972 | 11. Juni      | Ruth Fuchs         | DDR            | 65,06 m |
| 1973 | 7. September  | Ruth Fuchs         | DDR            | 66,10 m |
| 1974 | 3. September  | Ruth Fuchs         | DDR            | 67,22 m |
| 1976 | 10. Juli      | Ruth Fuchs         | DDR            | 69,12 m |
| 1977 | 11. September | Kate Schmidt       | USA            | 69,32 m |
| 1979 | 13. Juni      | Ruth Fuchs         | DDR            | 69,52 m |
| 1980 | 29. April     | Ruth Fuchs         | DDR            | 69,96 m |
| 1980 | 12. Juli      | Tatjana Birjulina  | UdSSR          | 70,08 m |
| 1981 | 15. August    | Antoaneta Todorowa | Bulgarien      | 71,88 m |
| 1982 | 29. Juli      | Tiina Lillak       | Finnland       | 72,40 m |
| 1982 | 26. September | Sofia Sakorafa     | Griechenland   | 74,20 m |
| 1983 | 13. Juni      | Tiina Lillak       | Finnland       | 74,76 m |
| 1985 | 4. Juni       | Petra Felke        | DDR            | 75,40 m |
| 1986 | 28. August    | Fatima Whitbread   | Großbritannien | 77,44 m |
| 1987 | 29. Juli      | Petra Felke        | DDR            | 78,90 m |
| 1988 | 9. September  | Petra Felke        | DDR            | 80,00 m |
| 1999 | 28. August    | Mirela Maniani     | Griechenland   | 67,09 m |
| 2000 | 28. Juli      | Trine Hattestad    | Norwegen       | 69,48 m |
| 2001 | 30. Juni      | Osleidys Menéndez  | Kuba           | 71,54 m |
| 2005 | 14. August    | Osleidys Menéndez  | Kuba           | 71,70 m |
| 2008 | 13. September | Barbora Špotáková  | Tschechien     | 72,28 m |

## Siebenkampf
| Jahr | Datum         | Athletin             | Land | Punkte |
| ---- | ------------- | -------------------- | ---- | ------ |
| 1981 | 28. Juni      | Ramona Neubert       | DDR  | 6788   |
| 1982 | 20. Juni      | Ramona Neubert       | DDR  | 6845   |
| 1984 | 19. Juni      | Ramona Neubert       | DDR  | 6935   |
| 1984 | 6. Mai        | Sabine Paetz         | DDR  | 6946   |
| 1986 | 7. Juli       | Jackie Joyner        | USA  | 7148   |
| 1986 | 2. August     | Jackie Joyner        | USA  | 7158   |
| 1988 | 16. Juli      | Jackie Joyner-Kersee | USA  | 7215   |
| 1988 | 24. September | Jackie Joyner-Kersee | USA  | 7291   |

## Zehnkampf
| Jahr | Datum         | Athletin          | Land       | Punkte |
| ---- | ------------- | ----------------- | ---------- | ------ |
| 2004 | 18. September | Olga Kurban       | Russland   | 6494   |
| 2004 | 26. September | Marie Collonvillé | Frankreich | 8150   |
| 2005 | 15. April     | Austra Skujytė    | Litauen    | 8366   |